# Treidelsteine des Ludwig-Donau-Main-Kanals

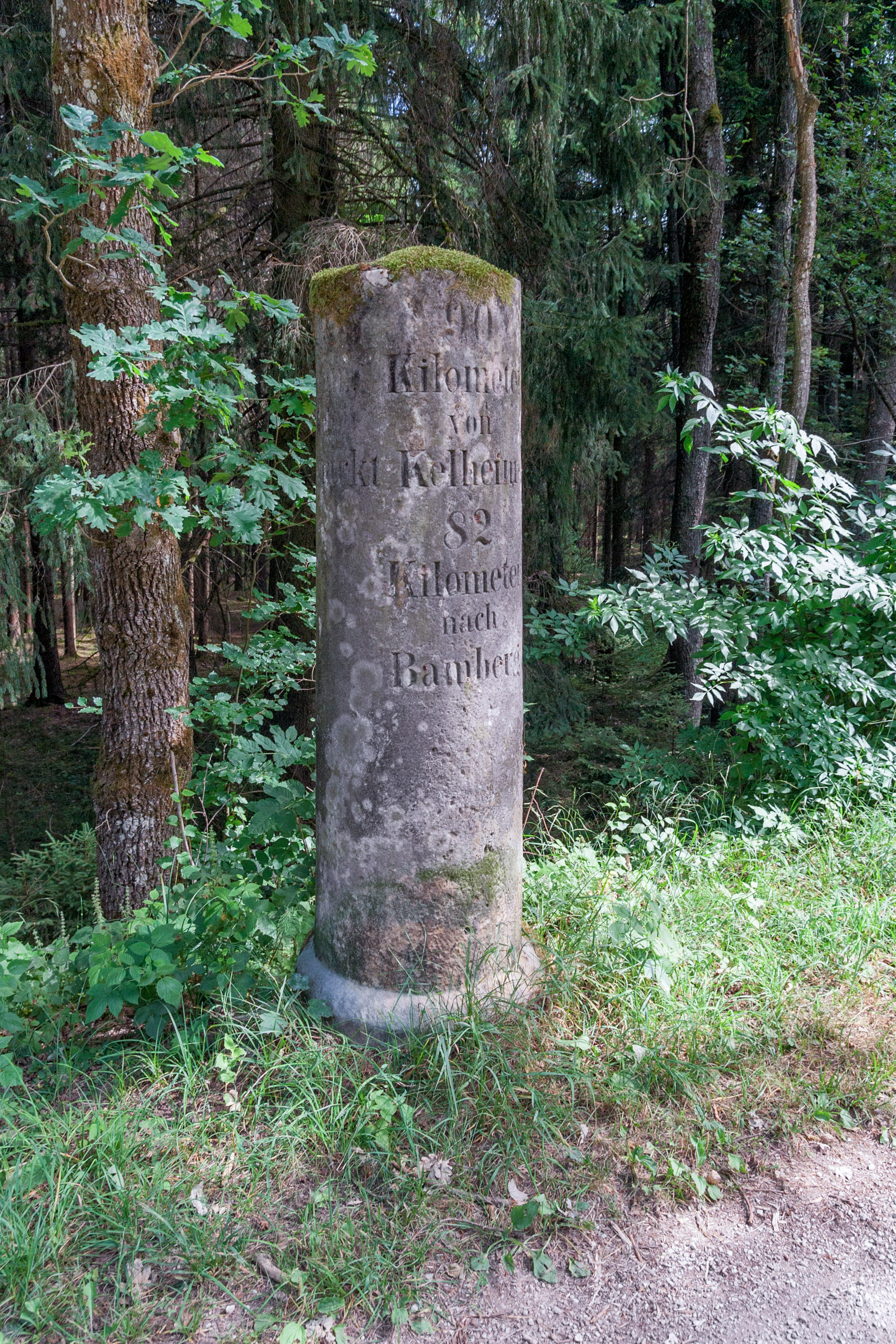
Großer Treidelstein bei Pfeifferhütte

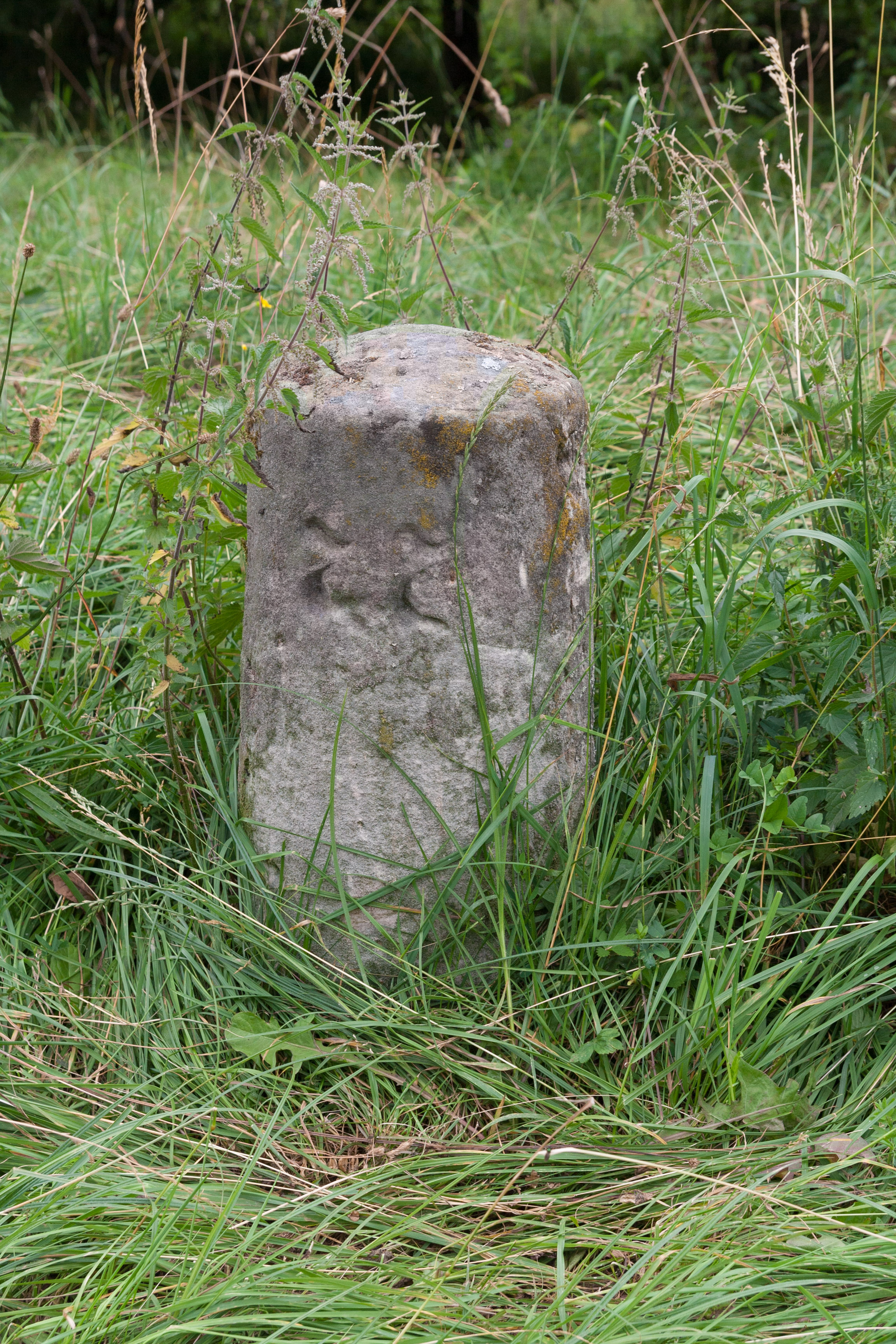
Kleiner Treidelstein

Treidelsteine sind historische Kilometersteine am Ufer des ehemaligen Ludwig-Donau-Main-Kanals in Bayern.

## Beschreibung
Die Steine dienten früher als Orientierung für die namensgebende Treidler und Schiffsleute.
Die eigentliche Kilometrierung beginnt am Kanalanfang in Kelheim und endet in Bamberg. Alle Treidelsteine wurden immer rechtsseitig (Richtung Kelheim-Bamberg) des Kanals neben dem Treidelweg gut sichtbar aufgestellt.
Heute sind viele dieser Steine abgängig, beschädigt oder stark verwittert. Teilweise wurden sie durch neuzeitliche Nachbildungen ersetzt. Einige der großen Treidelsteine sind vom Bayerischen Landesamt für Denkmalpflege als Baudenkmal ausgewiesen. Manchmal standen die Steine der heutigen Verkehrsführung im Weg und wurden versetzt. So wurde beispielsweise der Kilometerstein 140 in den 1970er Jahren beim Überbau des ehemaligen Kanalbettes mit dem Frankenschnellweg abgetragen und zunächst nach Erlangen verschafft, wo er gänzlich unbeachtet blieb. Nach Baiersdorf wurde er 2003 als „Geschenk“ zurückgebracht und dort in Bahnhofsnähe wieder aufgestellt.

### Große Treidelsteine
Alle zehn Kilometer steht/stand ein großer Stein mit einer Beschriftung. Die dort eingemeißelte Beschriftung zeigt die Entfernung von Kelheim, nach Bamberg sowie zur nächstgrößeren Stadt. Es sind meist Zylinder aus Burgsandstein gefertigt, messen etwa 175 Zentimeter in der Höhe und 45 Zentimeter im Durchmesser. Die Rundform orientiert sich am römischen Vorbild, ist leicht konisch geformt und die Spitze ist abgerundet. Es gibt jedoch auch kleinere Exemplare.

### Kleine Treidelsteine
Alle Kilometer steht/stand ein kleiner Stein. Dieser ist ebenfalls aus Burgsandstein in runder Form gefertigt und misst etwa 45 Zentimeter in der Höhe und 25 Zentimeter im Durchmesser. In die kleinen Steine wurde nur die Entfernung nach Kelheim in Kilometer als Zahl eingemeißelt.

## Liste von bekannten Treidelsteinen
Die nachfolgende Liste erhebt keinen Anspruch auf Vollständigkeit. Die sortierbare Liste enthält eine freigewählte Bezeichnung (Objekt), die möglicherweise vom Bayerischen Landesamt für Denkmalpflege vergebene Referenz (BLfD-Referenz) sowie Angaben zur heutigen Lage in Landkreis, Gemeinde und geografische Koordinaten.
| Objekt                                                   | BLfD-Referenz   | Bild           | Landkreis                           | Stadt/Gemeinde                     | Lage                         | Bemerkung                                                                                           |
| -------------------------------------------------------- | --------------- | -------------- | ----------------------------------- | ---------------------------------- | ---------------------------- | --------------------------------------------------------------------------------------------------- |
| Kilometerstein 00 in Kelheim                             |                 | weitere Bilder | Landkreis Kelheim                   | Kelheim                            | 48° 55′ 1″ N, 11° 52′ 3″ O   | neuzeitliches Replikat.                                                                             |
| Kilometerstein 5 bei Essing                              |                 | weitere Bilder | Landkreis Kelheim                   | Essing                             | 48° 55′ 32″ N, 11° 48′ 33″ O | |
| Kilometerstein 10 bei Riedenburg                         |                 | weitere Bilder | Landkreis Kelheim                   | Riedenburg                         | 48° 56′ 20″ N, 11° 45′ 16″ O | |
| Kilometerstein 30 bei Mühlbach                           | D-3-73-121-146  | weitere Bilder | Landkreis Neumarkt in der Oberpfalz | Dietfurt an der Altmühl            | 49° 0′ 56″ N, 11° 36′ 19″ O  | Als Baudenkmal ausgewiesen                                                                          |
| Kilometerstein 40 bei Beilngries                         | D-1-76-114-169  |                | Landkreis Eichstätt                 | Beilngries                         | 49° 2′ 33″ N, 11° 29′ 7″ O   | Als Baudenkmal ausgewiesen                                                                          |
| Kilometerstein 50 bei Sollngriesbach                     | D-3-73-112-215  | weitere Bilder | Landkreis Neumarkt in der Oberpfalz | Berching                           | 49° 7′ 4″ N, 11° 26′ 31″ O   | Als Baudenkmal ausgewiesen                                                                          |
| Kilometerstein 54 bei Reismühle                          |                 | weitere Bilder | Landkreis Neumarkt in der Oberpfalz | Mühlhausen                         | 49° 9′ 15″ N, 11° 27′ 14″ O  | |
| Kilometerstein 56 bei Mühlhausen                         |                 | weitere Bilder | Landkreis Neumarkt in der Oberpfalz | Mühlhausen                         | 49° 10′ 17″ N, 11° 27′ 15″ O | |
| Kilometerstein 57 bei Mühlhausen                         |                 | weitere Bilder | Landkreis Neumarkt in der Oberpfalz | Mühlhausen                         | 49° 10′ 49″ N, 11° 27′ 11″ O | |
| Kilometerstein 59 bei Greißelbach                        |                 | weitere Bilder | Landkreis Neumarkt in der Oberpfalz | Mühlhausen                         | 49° 11′ 55″ N, 11° 27′ 7″ O  | |
| Kilometerstein 60 bei Greißelbach                        |                 | weitere Bilder | Landkreis Neumarkt in der Oberpfalz | Sengenthal                         | 49° 12′ 26″ N, 11° 27′ 12″ O | |
| Kilometerstein 62 Sengenthal                             | D-3-73-159-25   | weitere Bilder | Landkreis Neumarkt in der Oberpfalz | Sengenthal                         | 49° 13′ 31″ N, 11° 27′ 14″ O | Als Baudenkmal ausgewiesen                                                                          |
| Kilometerstein 68 in Neumarkt                            |                 | weitere Bilder | Landkreis Neumarkt in der Oberpfalz | Neumarkt in der Oberpfalz          | 49° 16′ 42″ N, 11° 27′ 4″ O  | |
| Kilometerstein 70 in Neumarkt                            |                 | weitere Bilder | Landkreis Neumarkt in der Oberpfalz | Neumarkt in der Oberpfalz          | 49° 17′ 46″ N, 11° 27′ 19″ O | |
| Kilometerstein 72 bei Loderbach                          |                 | weitere Bilder | Landkreis Neumarkt in der Oberpfalz | Berg bei Neumarkt in der Oberpfalz | 49° 18′ 40″ N, 11° 27′ 5″ O  | |
| Kilometerstein 73 bei Berg bei Neumarkt in der Oberpfalz |                 | weitere Bilder | Landkreis Neumarkt in der Oberpfalz | Berg bei Neumarkt in der Oberpfalz | 49° 19′ 10″ N, 11° 26′ 35″ O | Nur noch Reste des Sockels vorhanden                                                                |
| Kilometerstein 74 bei Berg bei Neumarkt in der Oberpfalz |                 | weitere Bilder | Landkreis Neumarkt in der Oberpfalz | Berg bei Neumarkt in der Oberpfalz | 49° 19′ 35″ N, 11° 26′ 6″ O  | |
| Kilometerstein 77 bei Oberölsbach                        |                 | weitere Bilder | Landkreis Neumarkt in der Oberpfalz | Berg bei Neumarkt in der Oberpfalz | 49° 21′ 7″ N, 11° 25′ 27″ O  | |
| Kilometerstein 78 bei Oberölsbach                        |                 | weitere Bilder | Landkreis Neumarkt in der Oberpfalz | Berg bei Neumarkt in der Oberpfalz | 49° 21′ 29″ N, 11° 24′ 55″ O | |
| Kilometerstein 79 beim Unterölsbacher Einschnitt         |                 | weitere Bilder | Landkreis Neumarkt in der Oberpfalz | Berg bei Neumarkt in der Oberpfalz | 49° 21′ 37″ N, 11° 24′ 10″ O | |
| Kilometerstein 80 bei Rasch                              |                 | weitere Bilder | Landkreis Nürnberger Land           | Altdorf bei Nürnberg               | 49° 21′ 36″ N, 11° 23′ 27″ O | |
| Kilometerstein 81 bei Rasch                              |                 | weitere Bilder | Landkreis Nürnberger Land           | Altdorf bei Nürnberg               | 49° 21′ 28″ N, 11° 22′ 46″ O | |
| Kilometerstein 87 bei Burgthann                          |                 | weitere Bilder | Landkreis Nürnberger Land           | Schwarzenbruck                     | 49° 20′ 21″ N, 11° 18′ 22″ O | Nur noch Reste des Sockels vorhanden                                                                |
| Kilometerstein 88 in Pfeifferhütte                       |                 | weitere Bilder | Landkreis Nürnberger Land           | Schwarzenbruck                     | 49° 20′ 14″ N, 11° 17′ 37″ O | |
| Kilometerstein 89 bei Pfeifferhütte                      |                 | weitere Bilder | Landkreis Nürnberger Land           | Schwarzenbruck                     | 49° 20′ 23″ N, 11° 16′ 52″ O | |
| Kilometerstein 90 bei Pfeifferhütte                      | D-5-74-157-7    | weitere Bilder | Landkreis Nürnberger Land           | Schwarzenbruck                     | 49° 20′ 23″ N, 11° 16′ 0″ O  | Als Baudenkmal ausgewiesen                                                                          |
| Kilometerstein 91 bei der Schleuse 47                    |                 | weitere Bilder | Landkreis Nürnberger Land           | Schwarzenbruck                     | 49° 20′ 20″ N, 11° 15′ 15″ O | |
| Kilometerstein 93 zwischen Schleusen 52 und 53           |                 | weitere Bilder | Landkreis Nürnberger Land           | Schwarzenbruck                     | 49° 20′ 44″ N, 11° 13′ 49″ O | Nur noch Reste des Sockels vorhanden                                                                |
| Kilometerstein 100 bei Wendelstein                       |                 | weitere Bilder | Landkreis Roth                      | Wendelstein                        | 49° 21′ 34″ N, 11° 9′ 1″ O   | Nur etwa 100 cm hoch                                                                                |
| Kilometerstein 103 Forst Kleinschwarzenlohe              |                 | weitere Bilder | Forst Kleinschwarzenlohe            |                                    | 49° 21′ 54″ N, 11° 6′ 51″ O  | |
| Kilometerstein 105 Nürnberg Eibacher Forst               |                 | weitere Bilder | Nürnberg                            | Nürnberg                           | 49° 22′ 40″ N, 11° 5′ 46″ O  | Linksseitig aufgestellt, möglicherweise versetzt worden. KM-Angabe nachkoloriert.                   |
| Kilometerstein 106 Nürnberg Eibacher Forst               |                 | weitere Bilder | Nürnberg                            | Nürnberg                           | 49° 23′ 11″ N, 11° 5′ 35″ O  | |
| Kilometerstein 108 Nürnberg Gibitzenhof                  |                 | weitere Bilder | Nürnberg                            | Nürnberg                           | 49° 24′ 7″ N, 11° 4′ 51″ O   | |
| Kilometerstein 110 Nürnberg Gartenstadt                  | D-5-64-000-2734 | weitere Bilder | Nürnberg                            | Nürnberg                           | 49° 25′ 6″ N, 11° 4′ 12″ O   | Als Baudenkmal ausgewiesen                                                                          |
| Kilometerstein 120 in Fürth                              |                 | weitere Bilder | Fürth                               | Fürth                              |                              | Neuzeitliches Replikat mit Informationstafel. Ursprünglicher Standort war nördlich am Kanal.        |
| Kilometerstein 140 in Baiersdorf                         |                 | weitere Bilder | Landkreis Erlangen-Höchstadt        | Baiersdorf                         | 49° 39′ 22″ N, 11° 2′ 4″ O   | transloziert                                                                                        |
| Kilometerstein 150 in Forchheim                          |                 | weitere Bilder | Landkreis Forchheim                 | Forchheim                          | 49° 43′ 57″ N, 11° 3′ 23″ O  | |
| Kilometerstein 154 in Eggolsheim                         | D-4-74-123-161  | weitere Bilder | Landkreis Forchheim                 | Eggolsheim                         | 49° 45′ 51″ N, 11° 2′ 36″ O  | Als Baudenkmal ausgewiesen                                                                          |
| Kilometerstein 170 in Bughof                             |                 | weitere Bilder | Landkreis Bamberg                   | Bamberg                            | 49° 52′ 9″ N, 10° 54′ 38″ O  | Versetzt, früherer Standort war am linken Regnitzarm zwischen der Schleuse 99 und der Schleuse 100. |